# 페이스레스 (영화)
《페이스레스》(Faceless)는 스페인에서 제작된 제스 프랑코 감독의 1988년 공포, 스릴러 영화이다. 헬무트 베르거 등이 주연으로 출연하였고 르네 샤토 등이 제작에 참여하였다.

## 출연

### 주연
- 헬무트 베르거
- 브리짓 라하이
- 텔리 사바라스

### 조연
- 크리스토퍼 밋첨
- 스테판 오드랑
- 캐롤라인 먼로
- 안톤 디프링
- 크리스티안 진
- 하워드 버넌
- 리나 로메이
- 헨리 포리에
- 플로랑스 게랭